# 大田隼也
大田 隼也（おおた しゅんや、2004年4月9日 - ）は、日本の男子バドミントン選手。

## 経歴
2022年の全国高校総体では、佐々木大樹とペアを組んで個人戦ダブルスで優勝を果たす。学校対抗戦でも準優勝を果たす。

### 2023年
高校卒業後はトナミ運輸に入社し、4歳歳上の金子真大とペアを組む。
5月の日本ランキングサーキット大会では、ダブルスで決勝で柴田一樹 / 山田尚輝をストレートで破って優勝を果たした。
6月の全日本実業団大会では、トナミ運輸チームの第2ダブルスとして出場。決勝のNTT東日本戦では、第2ダブルスでＡ代表の武井優太 / 遠藤彩斗を破り、成長ぶりを示す大会となった。